# Cratere Lohse (Luna)
Lohse è un cratere lunare di 43,34 km situato nella parte sud-orientale della faccia visibile della Luna.
Il cratere è dedicato all'astronomo tedesco Oswald Lohse.